# Pseudorectes incertus
Pseudorectes incertus là một loài chim trong họ Pachycephalidae.